# Starovičky
Starovičky è un comune della Repubblica Ceca facente parte del distretto di Břeclav, in Moravia Meridionale.